# Clogher Townland (County Sligo)
Das Townland Clogher liegt im Municipal District Ballymote–Tobercurry, im Süden des in drei solche Municipal Districts unterteilten County Sligo in Irland. Für einzelne Belange gehört es zur Civil Parish (weltlichen Gemeinde) Kilcolman, die aber keine Institutionen mehr hat.
Es liegt im Westen des Dorfes  Monasteraden (Mainistir Réadáin) und grenzt nach Westen an das County Roscommon. 
Der Name Clogher ist gälisch und bedeutet „steiniger Ort“. Daher kommt er auch mehrfach auf der Insel Irland vor.
Dieses Townland hat eine nennenswerte Streusiedlung und beherbergt zudem zwei archäologische Denkmäler, das Boulder Burial (auch Boulder Tomb) von Clogher (irisch An Clochar) und das Clogher Fort, nicht zu verwechseln mit dem Hillfort von Clogher im nordirischen County Tyrone.

## Boulder Tomb von Clogher
Dieses Großsteingrab ist lokal als „The Giant Stone“ bekannt, befindet sich auf einer trockenen Plattform in einer ansonsten feuchten Umgebung neben einer Forstplantage westlich des Dorfes  
Der große Deckstein misst etwa 1,8 m × 1,5 m × 0,7 m und ruht auf drei Tragsteinen. Zwei Tragsteine haben eine Höhe von 0,35 m, während der Stein im Süden 0,25 m misst.
Seán Ó Nualláin erkennt Affinitäten dieser Struktur mit jenen Boulder Burials, die überwiegend in Südirland (über 50) vorkommen. Das Vorhandensein weiterer Boulder Burials im etwa 17 km entfernten Achonry sowie das Boulder Tomb im Burren, einem Townland im County Cavan, stützen die Interpretation.
Boulder Burials werden in die mittlere und späte Bronzezeit datiert. Die Denkmäler wurden nicht von Cairns bedeckt und standen oft in Gruppen von bis zu vier. Ein Merkmal von Boulder Burials sind Gruben unter dem Felsen, die eingeäscherte Überreste enthalten.
Südlich von Monasteraden liegt ein weiteres Großsteingrab, das Wedge Tomb von Tawnymucklagh.